# 베르겐 수족관

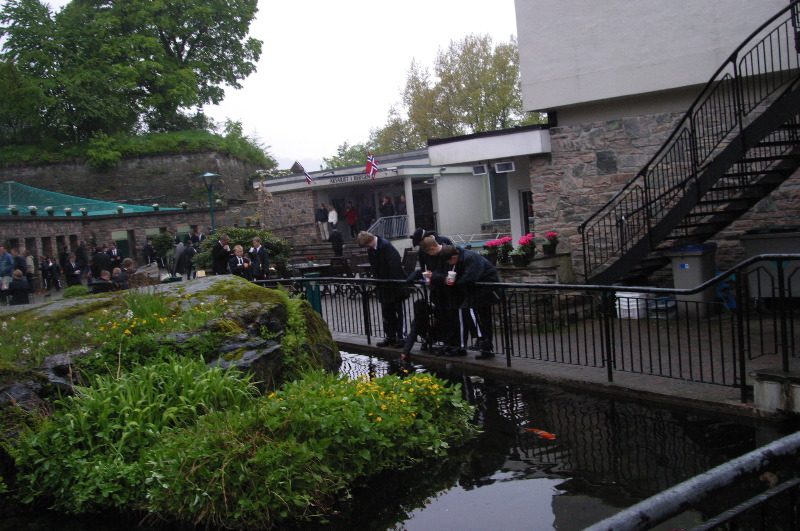

베르겐 수족관(Bergen Aquarium, Akvariet i Bergen)은 노르웨이 베르겐의 수족관이자 노르웨이 최대의 수족관이다. 노르네스 반도 서쪽 끝에 있으며 베르겐의 관광 명소들 가운데 하나이다. 9개의 큰 수족관과 42개의 작은 수족관으로 이루어져 있다. 바다표범, 해수어, 펭귄, 바다새를 볼 수 있다.

## 역사
1960년 8월 27일 개장했을 당시 북유럽 최대의 가장 현대적인 수족관으로 간주되었다. 이 건물들은 1952년 건축가 Hans Chr. Gaaserud와 Helge Simers에 의해 설계되었다. 건축가 Ola B. Åsness는 건축 기간 중에 이 프로젝트에 참여하였다. Gunnar Rollefsen은 인테리어를 설계하였다. 1995년 건축 시 영화관 건립이 함께 포함되었다.